# Idzi Bryniarski
Idzi Bryniarski (ur. 23 grudnia 1923 w Dworach II, data i miejsce śmierci nieznane) – polski funkcjonariusz służb specjalnych, pułkownik.
W organach bezpieczeństwa PRL od 10 sierpnia 1945, służbę rozpoczął w województwie śląskim. 27 września 1945 ukończył kursy w szkole przy Wojewódzkim Urzędzie Bezpieczeństwa w Katowicach, pracował jako oficer śledczy w Miejskim Urzędzie Bezpieczeństwa Publicznego w Siemianowicach Śląskich, woj. katowickie, od 1 stycznia 1946 – w Wydziale IV (Ekonomicznym) Wojewódzkiego Urzędu Bezpieczeństwa, a od 1 czerwca 1946 – w grupie śledczej Powiatowego Urzędu Bezpieczeństwa w Katowicach. Od 1 listopada 1947 – kierownik tej grupy. Od 1 maja 1948 – starszy referent Powiatowego UBP. Od 7 kwietnia 1949 ponownie w Wojewódzkim UBP, awansując ze starszego referenta na zastępcę naczelnika wydziału IV. 
Następnie zajmował następujące stanowiska:
- Zastępca Naczelnika Wydziału III Departamentu IV (Ekonomicznego) Ministerstwa Bezpieczeństwa Publicznego PRL (1 sierpnia – 1 listopada 1952);
- Zastępca Naczelnika Wydziału I Departamentu IV Ministerstwa Bezpieczeństwa Publicznego PRL (1 listopada 1952 – 15 stycznia 1953);
- Naczelnik Wydziału IV Departamentu IV (przemysł ciężki) Ministerstwa Bezpieczeństwa Publicznego PRL (15 stycznia 1953 – 15 czerwca 1954);
- Naczelnik Wydziału IV Ministerstwa Obrony Narodowej PRL (15 czerwca 1954 – 15 marca 1955);
- Naczelnik Wydziału III Wydziału VII (śledczego) Komitetu Bezpieczeństwa Publicznego przy Radzie Ministrów PRL (15 marca 1955 – 1 sierpnia 1956);
- Zastępca Dyrektora Wydziału VII Komitetu Bezpieczeństwa Publicznego przy Radzie Ministrów PRL (1 sierpnia – listopad 1956);
- Dyrektor Biura Śledczego Ministerstwa Spraw Wewnętrznych PRL (28 listopada 1956 – 31 lipca 1965);
- Dyrektor Biura Paszportów (od kwietnia 1967 – Biura Paszportów i Dowodów Osobistych) Ministerstwa Spraw Wewnętrznych PRL (1 sierpnia 1965 – 28 lutego 1968);

Ostatni stopień: pułkownik.